# Jukka Härmälä
Jukka Sakari Härmälä, född 15 oktober 1946 i Helsingfors, är en finländsk industriman. 
Härmälä, som utexaminerades som ekonom 1969, var finansdirektör vid Enso-Gutzeit 1981–1983, direktör för sågdivisionen 1983–1984 och medlem av direktionen för Kansallis-Osake-Pankki 1984–1988. Han blev verkställande direktör för Enso-Gutzeit (senare Enso) 1988 och var verkställande direktör för Stora Enso Abp 1999–2007. Han blev vice ordförande i styrelsen för Finnlines Oyj 1989. Han tilldelades bergsråds titel 1997 samt blev teknologie hedersdoktor 1999 och ekonomie hedersdoktor 2001.